# Bitwa pod Turynem

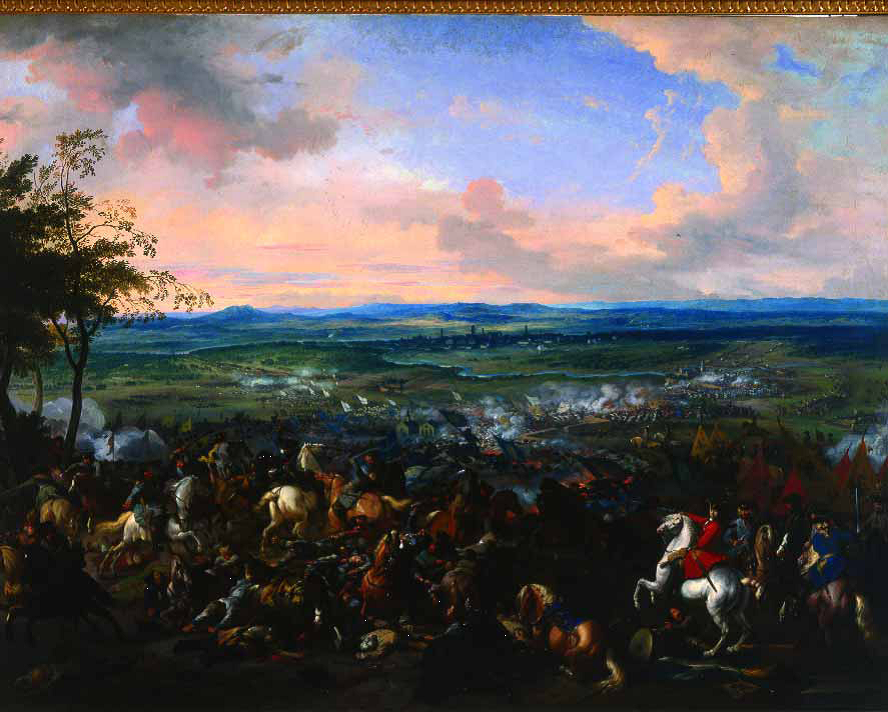
Bitwa pod oblężonym Turynem (mal. Jan van Huchtenburg, 1712)

Bitwa pod Turynem – starcie zbrojne, które miało miejsce 7 września 1706  pod oblężonym miastem podczas hiszpańskiej wojny sukcesyjnej.
Było to decydujące zwycięstwo armii sprzymierzonych dowodzonej przez księcia Eugeniusza Sabaudzkiego i księcia Sabaudii Wiktora Amadeusza II. Zakończyło oblężenie Turynu przez Francuzów i wraz z utratą Mediolanu zapoczątkowało wycofywanie ich wojsk z północnych Włoch.

## Wprowadzenie
Broniony przez Sabaudczyków Turyn oblegany był od maja 1706 przez francuską armię generała La Feuillade. Osłaniająca te działania druga armia francuska pod dowództwem księcia de Vendôme i marszałka de Marsin blokowała nad Adygą cesarską armię pod wodzą księcia Eugeniusza Sabaudzkiego idącą Turynowi na odsiecz. Na początku lipca ks. Eugeniusz przeprawił większość swych wojsk na prawy brzeg Padu i wymanewrowując 43 tys. Francuzów de Marsina, ostatecznie 28 sierpnia na południe od Turynu połączył się pod Carmagnolą z niewielką (6 tys. piechoty i 1000 jazdy) sabaudzką armią księcia Wiktora Amadeusza. De Marsin, który nie zdołał go zablokować, wycofał się pod Turyn.
Z początkiem września wódz cesarski przeprawił swe wojska na lewy brzeg Padu i wyszedł na tyły wojsk francuskich. Ich dowódca, który zdecydował się na obronę linii cyrkumwalacyjnej, wobec demonstracyjnych działań terytorialnej milicji sabaudzkiej na prawym brzegu padańskim, przerzucił tam część oddziałów.

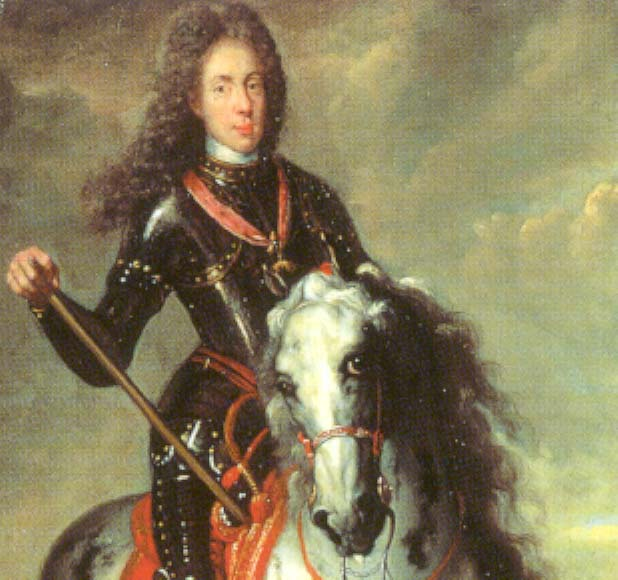
Wódz wojsk cesarskich – książę Eugeniusz Sabaudzki

### Siły przeciwników
Siły nieprzyjaciela rozczłonkowane były w trzech zgrupowaniach. Pomiędzy Padem i jego dopływem Sturą tamtejsze linie oblężnicze obsadzały 34 bataliony i nieliczne szwadrony jazdy gen. La Feuillade. 
Od strony wschodniej, pomiędzy Sturą i Dorą skoncentrowano siły dowodzone przez Filipa Orleańskiego i marsz. de Marsin: 8 tys. piechoty (23 bataliony), 5 tys. kawalerii (54 szwadrony) i 3 tys. dragonów (30 szwadrony) oraz 68 dział. Dodatkowo na drugim brzegu Padu znajdowało się 40 batalionów piechoty generała Albergotti. Łącznie stanowiło to 97 batalionów, 84-94 szwadrony i 220 dział. 
Wojska prowadzone przez Eugeniusza Sabaudzkiego liczyły 43 tys. piechoty i 7 tys. jazdy, Wiktor Amadeusz oprócz swego wojska dysponował 9 tysiącami członków sabaudzkich milicji. Łącznie stanowiło to 52 bataliony i 103 szwadrony. Kontyngent pruski pod komendą księcia Anhalt-Dessau, złożony z 9 batalionów pieszych i kilku szwadronów jazdy, liczył 9000 ludzi. Siły te skoncentrowane były pomiędzy obydwiema rzekami, pod Collegno. Prawym skrzydłem komenderował książę Sasko-Gotajski, dowodzenie centrum pozostawiono władcy Sabaudii z pomocą gen. Rebindera, na lewym skrzydle dowodził książę Wirtemberski z Prusakami księcia Anhalt-Dessau na flance; dowództwo nad wspierającą kawalerią powierzono markizowi Visconti, rezerwy były pod rozkazami francuskiego markiza de Langallerie.

## Bitwa

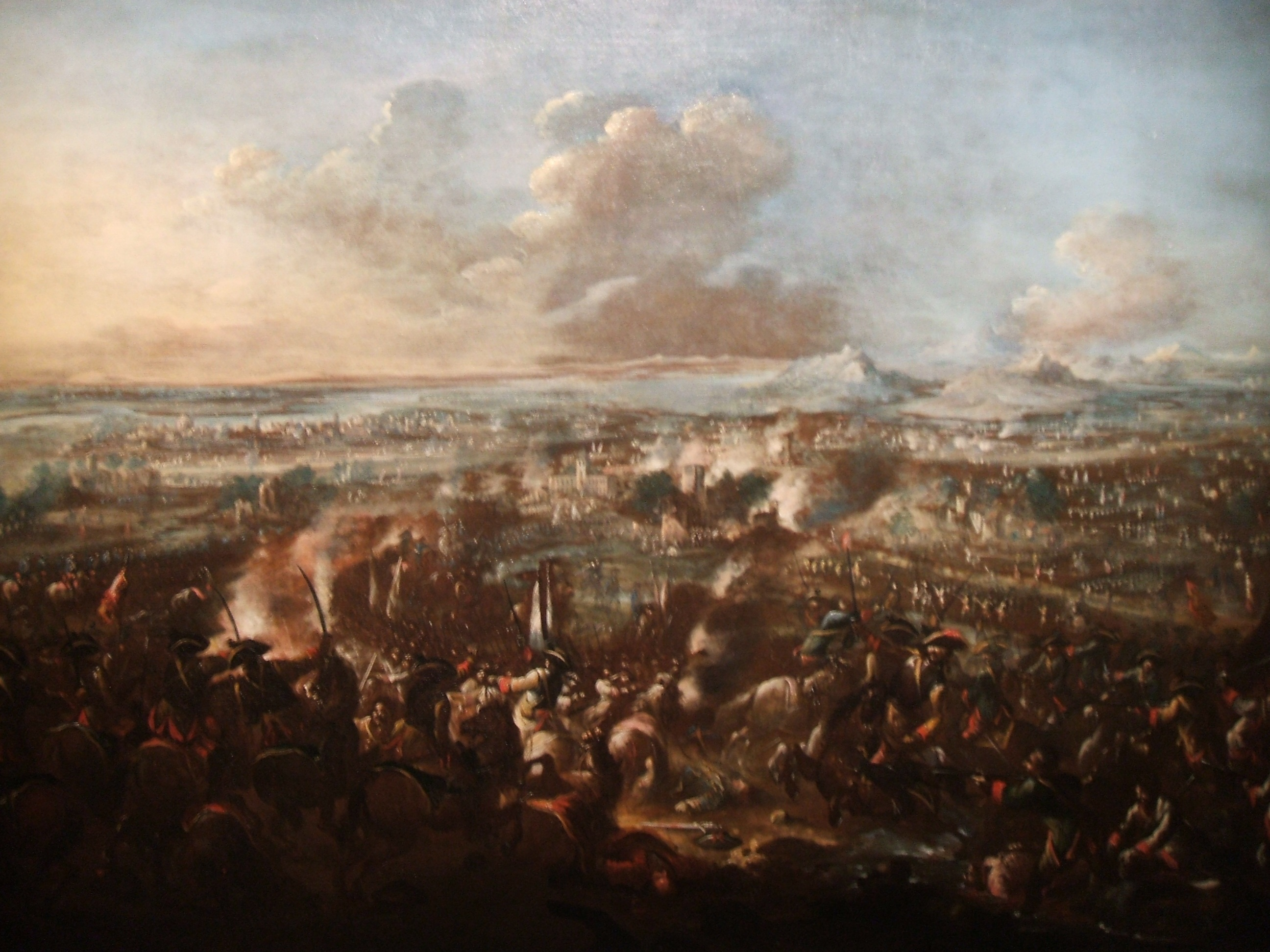
Widok ogólny walk pod Turynem

Eugeniusz Sabaudzki wykorzystał osłabienie sił osłonowych przeciwnika i 7 września zaatakował pozycje Filipa Orleańskiego na dzielącym obozy Francuzów międzyrzecznym odcinku między Sturą i Dorą. O 9:00 otworzyła ogień tyłowa bateria 15 ciężkich dział. Po długim artyleryjskim przygotowaniu, o 10:30 natarcia dokonały 52 bataliony piechoty rozwinięte dwuliniowo i na lewej flance wzmocnione 6 batalionami grenadierów z grupami saperów i frontowymi działami. Ich rezerwę stanowiła jazda uszeregowana w dwóch liniach (54 i 25 szwadronów, w tym 17 sabaudzkich). Pierwsze dwa ataki zostały odparte. Dopiero kolejnym uderzeniem flankowym wspartym przez pułki wirtemberskie udało się ok. 11:00 przełamać obronę i wedrzeć w szańce Francuzów. Ich kontratak odparto dzięki wprowadzeniu do walki 2 dodatkowych regimentów cesarskich Heindla i Starhemberga. Choć pod cesarskim wodzem naczelnym zabito konia, uczestnicząca w przeciwnatarciu kawaleria francuska została odrzucona skutecznym ogniem piechoty. Wycofujące się w boju prawe skrzydło francuskie zyskało jednak chwilowe wsparcie świeżymi siłami ze strony generała La Feuillade.
Natomiast zaciekłe walki w centrum początkowo nie doprowadziły do przełamania umocnień Francuzów, którym trzykrotnie udało się odeprzeć ataki nieprzyjaciela. Dopiero kiedy ranny został ks. Filip Orleański, zmuszony opuścić pole bitwy, nacierający ostatecznie opanowali francuskie okopy – o 12:00 Eugeniusz Sabaudzki zajął miejscowość Madonna di Campagna. Również prawe skrzydło napotkało zdecydowany opór Francuzów mających flankowe oparcie o zameczek Lucento, jednakże groźba okrążenia skłoniła ich do wycofania się na prawy brzeg Dory oraz zniszczenia mostowej przeprawy. Wzywany na pomoc Albergotti pozostał bezczynny wobec sabaudzkich milicji blokujących go koło Ghieri. 

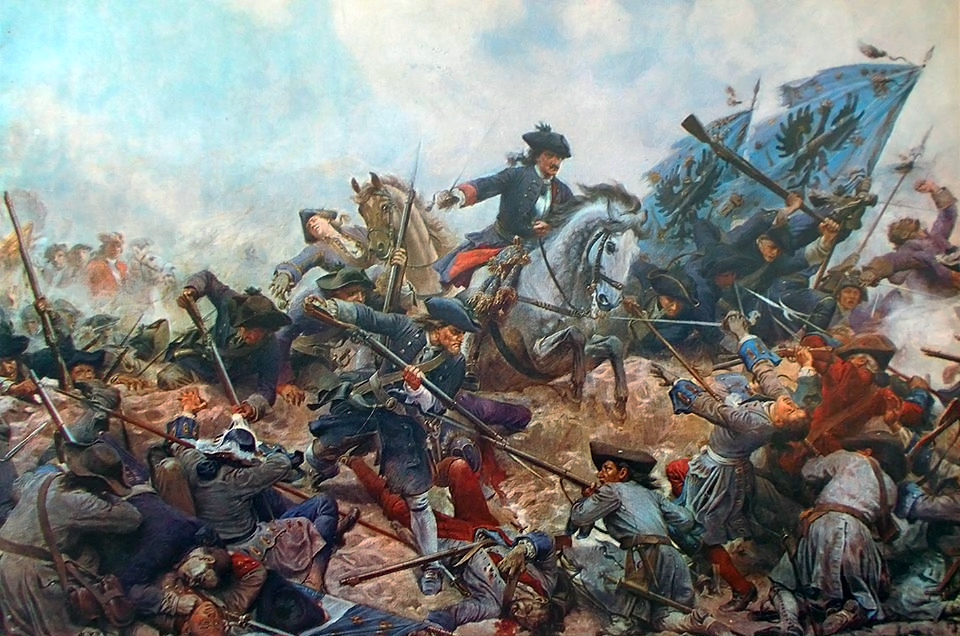
Natarcie pruskich oddziałów ks. Anhalt-Dessau (mal. H. Knackfuss)

W tej sytuacji rozstrzygający okazał się niespodziany wypad garnizonu turyńskiego na lewe skrzydło Francuzów, dokonany przez austriackiego komendanta obrony hr. von Dauna siłą ok. 2 tysięcy żołnierzy. Powodzenie tego ataku poskutkowało całkowitym zmieszaniem szyków nieprzyjaciela, zepchnięciem go aż do Padu i zmuszeniem do odwrotu osłanianego przez 15 batalionów generałów de Chamarande i Saint Fremonta (dowodzący tam marszałek de Senneterre dostał się w trakcie boju do niewoli). 
O 14:00 Eugeniusz Sabaudzki z gwardią przyboczną i pozostałą kawalerią przeprowadził decydujące natarcie na wciąż broniące się prawe skrzydło Francuzów, które wkrótce w panice rzuciło się do ucieczki w kierunku Pinerolo. Szczególne znaczenie odegrała w nim szarża oddziałów pruskich pod wodzą księcia Anhalt-Dessau, ostatecznie przełamująca opór przeciwnika. Wielu uchodzących utonęło, pozostali wycofywali się na wschód, nadal ścigani przez cesarską kawalerię. Do odwrotu przystąpiły również siły francuskie z prawego brzegu Padu.
W godzinę później Eugeniusz Sabaudzki, który miał wznieść zwycięski okrzyk „Włochy są nasze”, wraz z Wiktorem Amadeuszem wkroczył przez Bramę Pałacową do oswobodzonego Turynu, gdzie następnie odprawiono uroczyste „Te Deum”.   

## Następstwa

### Podsumowanie

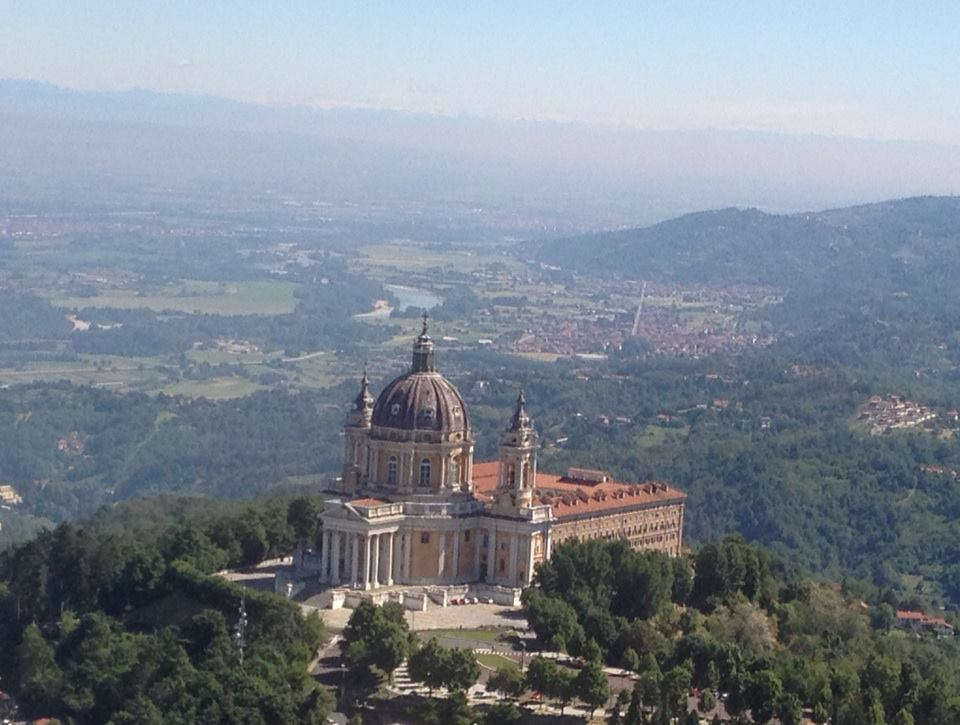
Panorama Turynu z bazyliką na wzgórzu Superga

Straty wojsk francuskich ocenia się na 1500-3000 zabitych (w tym 3 generałów) i 1800 rannych oraz 5-7 tys. wziętych do niewoli, poza całą artylerią (200 dział i 55 moździerzy) utracono też 150 sztandarów, kilka tysięcy zwierząt juczno-pociągowych i zasoby taborów (m.in. srebrną zastawę gen. La Feuillade)   
. Rany odnieśli obaj francuscy wodzowie (ciężko ranny marsz. de Marsin zmarł w niewoli dnia następnego), wśród jeńców znaleźli się też marszałkowie de Villiers i de Senneterre, gen. kawalerii de Bretonnière, markiz de Bonneval oraz 207 oficerów. 
W wojskach cesarskich i sabaudzkich straty w zabitych oblicza się na 900 do 2 tys. (w tym 52 oficerów) i 1-2 tysiące rannych (182 oficerów). W następstwie przedbitewnego ślubowania złożonego przez Wiktora Amadeusza, po zwycięstwie wzniesiono pod Turynem bazylikę Najświętszej Marii Panny (znaną lepiej jako kościół pielgrzymkowy La Superga), będącą później tradycyjnym miejscem pochówku władców Sabaudii-Piemontu.

### Skutki strategiczne

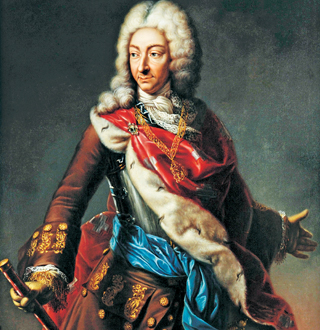
Władca sabaudzki Wiktor Amadeusz II

Powrót ks. Eugeniusza Sabaudzkiego po trzyletniej nieobecności spowodował przesunięcie powodzenia na korzyść Austrii, poprzez zadanie decydującej klęski przeważającej liczebnie armii francuskiej. Batalia pod Turynem przesądziła zarazem o losach burbońskiego panowania we Włoszech, gdy Francuzi wycofali stamtąd większość swych wojsk, a w marcu 1707 zawarli z Austriakami konwencję w Mediolanie, zobowiązując się do całkowitego opuszczenia północnych Włoch. Ponadto Sabaudia skupiająca niepodległościowe dążenia Włochów, zaczęła odtąd odgrywać rolę państwa dominującego w północnej Italii.
Przegrana pod Turynem dopełniała też szeregu niepowodzeń, jakie dotknęły siły Burbonów w krytycznym roku 1706, gdy wcześniejsze zwycięstwo księcia Marlborough pod Ramillies oznaczało praktycznie utratę hiszpańskich Niderlandów, w Hiszpanii Majorka z Aragonią i część arystokracji kastylijskiej ogłosiły poparcie dla Karola Habsburga, a wojska sprzymierzonych zajęły Madryt zmuszając Filipa Burbona do ucieczki na północ. Ten rok wojny uznano za annus mirabilis dla państw antyburbońskiego Wielkiego Sojuszu (Grand Alliance), a w opinii wielu historyków szalę zwycięstwa na jego rzecz przechyliły głównie triumfy pod Ramillies i Turynem.